# Peromyscus dickeyi
Peromyscus dickeyi és una espècie de mamífer rosegador de la família dels cricètids. És endèmic de l'Isla Tortuga (Mèxic). El seu hàbitat natural són els matollars desèrtics. Està amenaçat per fenòmens estocàstics com ara El Niño i La Niña, la depredació cíclica les per serps de cascavell i l'altra probabilitat que s'introdueixin gats ferals a l'illa.
L'espècie fou anomenada en honor de l'ornitòleg i mastòleg estatunidenc Donald Ryder Dickey.